# 三河島町
三河島町（みかわしままち）とは、東京府北豊島郡にかつて存在した町である。現在の荒川区の中部に位置していた。

## 地理
現在の地名では、おおむね荒川、町屋（六丁目、七丁目の一部を除く）にあたる。

## 歴史

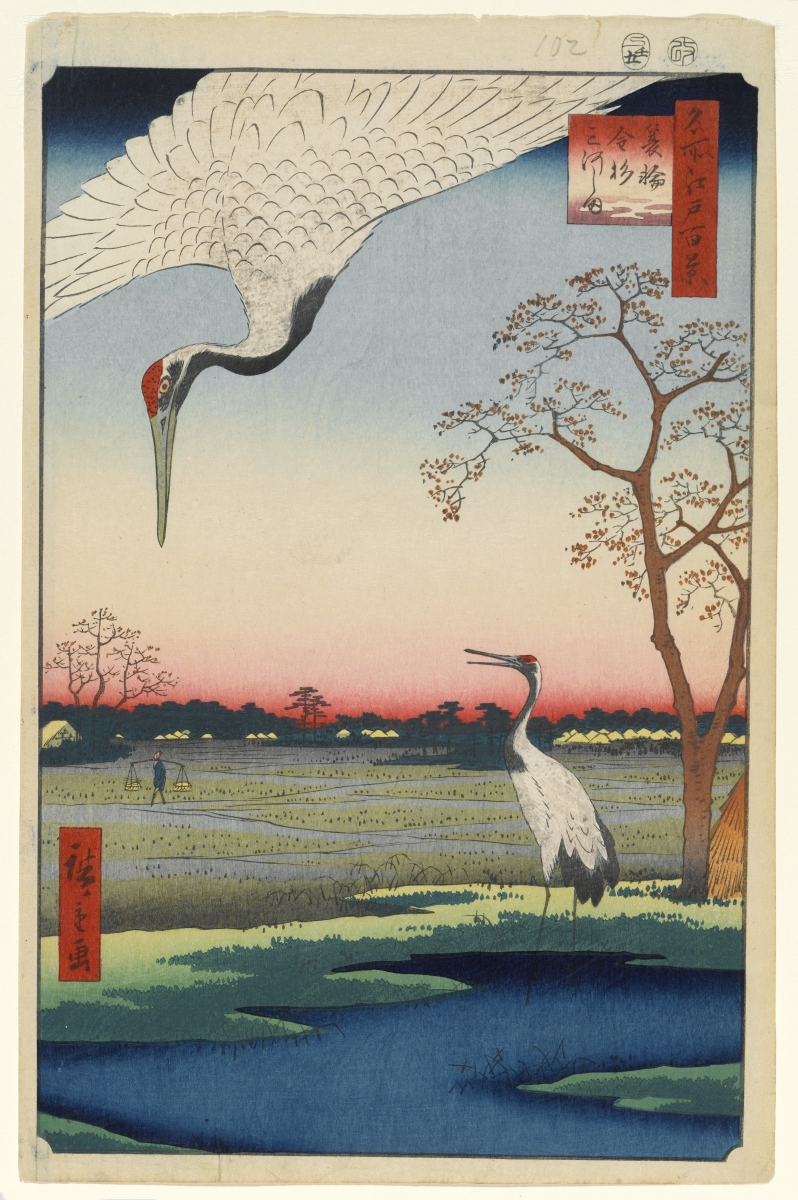
歌川広重『蓑輪金杉三河しま』

### 由来
「三河島」という地名の由来には、以下のような諸説がある。
- 三つの川（中川・古利根川・荒川）に囲まれた中洲状の土地であったため[1][2]
- 太田道灌の時代に、武家歌人の木戸三河守孝範が当地に暮らしたため[3]
- 徳川家康の関東入部の折、三河国から従ってきた人が知行したため[1]
- 徳川家康の関東入部の折、三河国から従ってきた農民を住まわせたため[2]

戦国時代の『北条氏所領役帳』にはすでに「三河ヶ島」の地名が見られる。したがって、徳川家康にまつわる由来説は江戸時代に生まれた俗説とみられる。

### 沿革
- 1889年（明治22年）5月1日 - 町村制の施行に伴い、町屋村の全域と、以下の3村の各一部が合併して三河島村が発足（カッコ内は残部の編入先）。
  - 三河島村（南千住町）
  - 千住南組（南千住町）
  - 三ノ輪村（東京市下谷区、南千住町）
- 1920年（大正9年）2月11日 - 三河島村が町制施行して三河島町となる。
- 1923年（大正12年）1月 - 三河島事件が発生する。
- 1932年（昭和7年）10月1日 - 北豊島郡の全域が東京市に編入される。三河島町の区域は荒川区となり、「三河島町」は東京市荒川区の行政区画（町）となる。

### 「三河島」の地名のその後
第二次世界大戦後の1960年代、三河島町の地名は大部分が「荒川」に、その他東尾久・東日暮里・西日暮里に編入されて消滅した。21世紀初頭の現在は、常磐線三河島駅や京成電鉄新三河島駅、金融機関の支店名以外にその名をほとんどとどめていない。なお「荒川」への変更は、三河島が荒川区の行政の中心であったためとされる。
「三河島」という地名の消滅について、1962年（昭和37年）5月3日に発生した三河島事故のイメージを払拭する思惑があったとする説もあるが、地図研究家の今尾恵介は俗説として退けている。「三河島町」の大部分が荒川に変更されたのは1961年10月31日（事故の半年前）である。わずかな面積が数年間「三河島町」として残ったが、道路からはみ出るなどしたわずかな面積であって、もともと他町名への分割編入が意図されたのであろうという。1964年7月1日に東尾久の分割編入が行われたあと、残った部分が1966年3月1日に東日暮里・西日暮里に編入され、行政地名としての「三河島」が消滅した。

## 人口
- 1920年　 21,623
- 1925年　 59,252
- 1930年　 80,217

## 交通

### 鉄道
- 国鉄（現JR東日本）
  - 常磐線：三河島駅
- 京成電鉄
  - 本線：新三河島駅 - 町屋駅
- 王子電気軌道（現東京都電車）
  - 王子電気軌道線（三河島線を経て、現荒川線）：千住間道駅 - 三河島駅（国鉄の駅とは別） - 博善社前駅 - 稲荷前駅 - 町屋駅（現在の町屋駅前駅とは別）

都電荒川線の荒川一中前停留場は、三河島町が存在した当時は存在しなかった。

## 経済

### 農業
江戸時代より江戸の近郊農業地帯として発展しており、三河島町であった当時も農業が盛んであった。『大日本篤農家名鑑』によれば、三河島村の篤農家は松本雄太郎がいた。

#### 三河島菜
三河島では三河島菜という青菜が特産で、漬け菜の代表格とされ、江戸の食文化を支えた（江戸野菜のひとつ）。小松川の小松菜と比肩する人気を誇ったという。
しかし、白菜の普及によって市場での扱いが減少したことや、宅地化の進行にともなう農地減少の影響を受け、三河島地域での生産は行われなくなった。
ただし、仙台藩の足軽が参勤交代の際に江戸から三河島菜を持ち帰ったものが仙台地方において生産され、「芭蕉菜」の名で呼ばれている（仙台伝統野菜のひとつ「仙台芭蕉菜」）。2010年には、芭蕉菜のルーツが三河島菜であることが判明、古文書によっても三河島在来種である「青茎三河島菜」であることが跡付けられた。このため、2010年代以後に「青茎三河島菜」として東京西部の農家で栽培がおこなわれるようになり、東京への「里帰り復活」が行われることとなった

### 地主
三河島町の地主は「松本釜次郎、伊藤岩吉、伊藤梅吉、伊藤鎌吉、伊藤佐太郎、伊藤安兵衛、伊藤亦次郎、伊藤美佐子」などがいた。

### 商工業
- 秋元喜市（肥料商）[10]
- 秋元源彌（近江屋、皮革商、秋元皮革社長） - 営業所が三河島[11]。

工場
- 大野製革工場 - 開業年月は1895年1月[12]。生産品目は皮鞣[12]。代表者は大野富則[12]。
- 本田セーム革工場 - 開業年月は1923年5月[12]。生産品目はセーム革山羊その他[12]。代表者は本田重蔵[12]。

## 地域

### 施設
- 町屋火葬場 - 面積はおよそ2200坪[13]。
- 三河島汚水処分場 - 1922年（大正11年）に稼働を始めた日本初の近代的汚水処理場[14]。

## 名所旧跡

### 三河島八景
三河島周辺には、瀟湘八景になぞらえた「三河島八景」と呼ばれる景勝があった。八景とされるのは以下である。
- 「芝原の秋月」
- 「一本橋の夜雨」
- 「荒木田の落雁」 - 「荒木田原」は現在の町屋東部にあった原野の名。
- 「庚申の暮雪」 - 「庚申」は庚申塔の意で、三河島村と町屋村との境界に植えられた「町屋の一本松」の傍らにある（松は代替わりしたが、庚申塔とともに町屋一丁目に現存）[16]
- 「菅苗の夕照」 - 「菅苗」は現在の荒川八丁目付近。
- 「千住の晩鐘」
- 「白小屋の帰帆」
- 「高畠の晴嵐」 - 「高畠（高畑）」は現在の荒川七丁目付近。

これらの八景は「まえにあった」とされるものである。1986年（昭和61年）に地元郷土史団体である荒川史談会が設立20周年事業として西田昌功に委嘱し、三河島八景の浮世絵を制作している。